# 2020 en astronautique
Chronologie de l'astronautique
- 2016
- 2017
- 2018
- 2019
- 2020
- 2021
- 2022
- 2023
- 2024

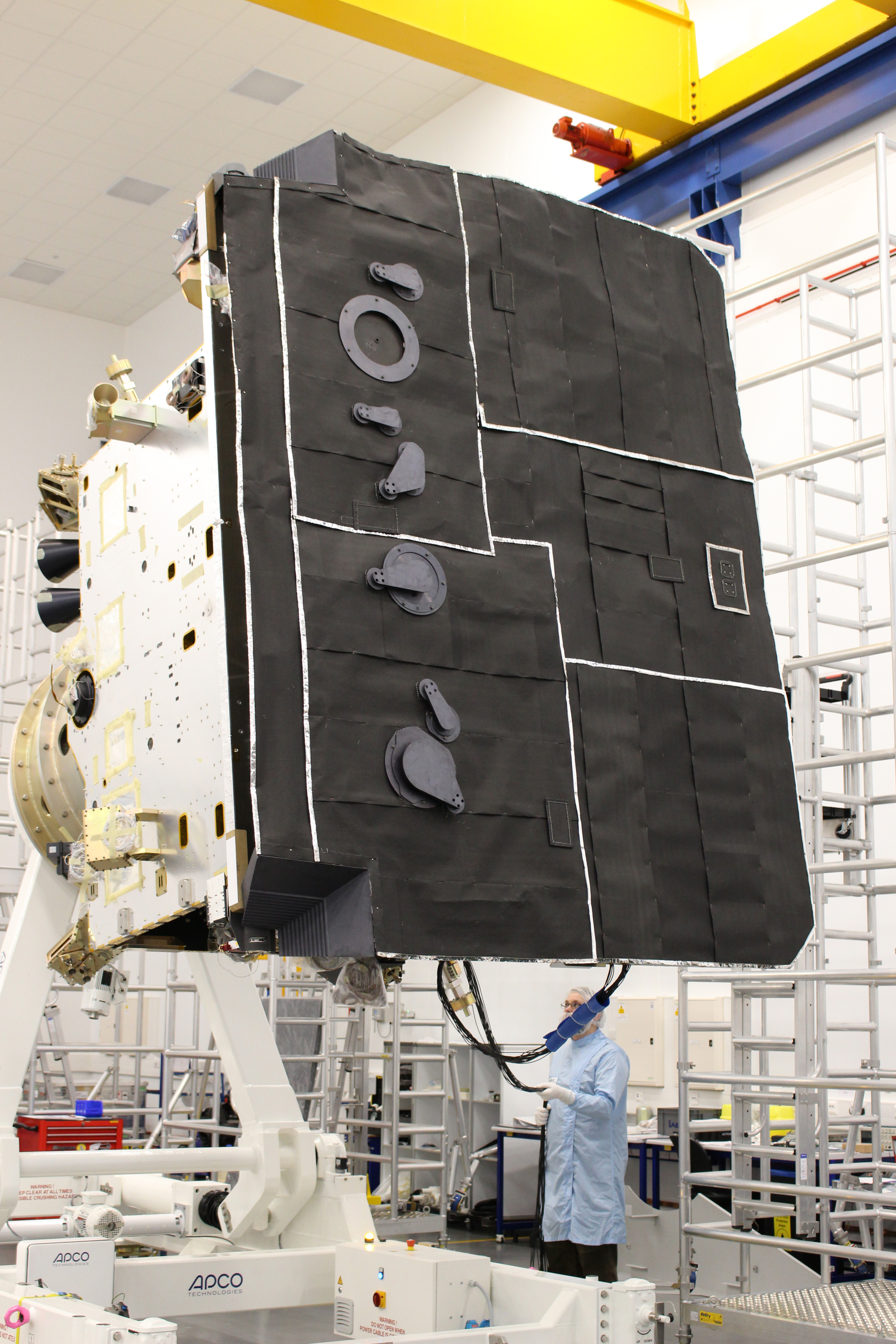
Bouclier thermique de l'observatoire solaire de l'Agence spatiale européenne Solar Orbiter.

Collecte des échantillons du sol de l'astéroïde Bénou par la sonde spatiale de la NASA OSIRIS-REx (montage des photos prises à un intervalle de 1.25 secondes par la caméra SamCam).

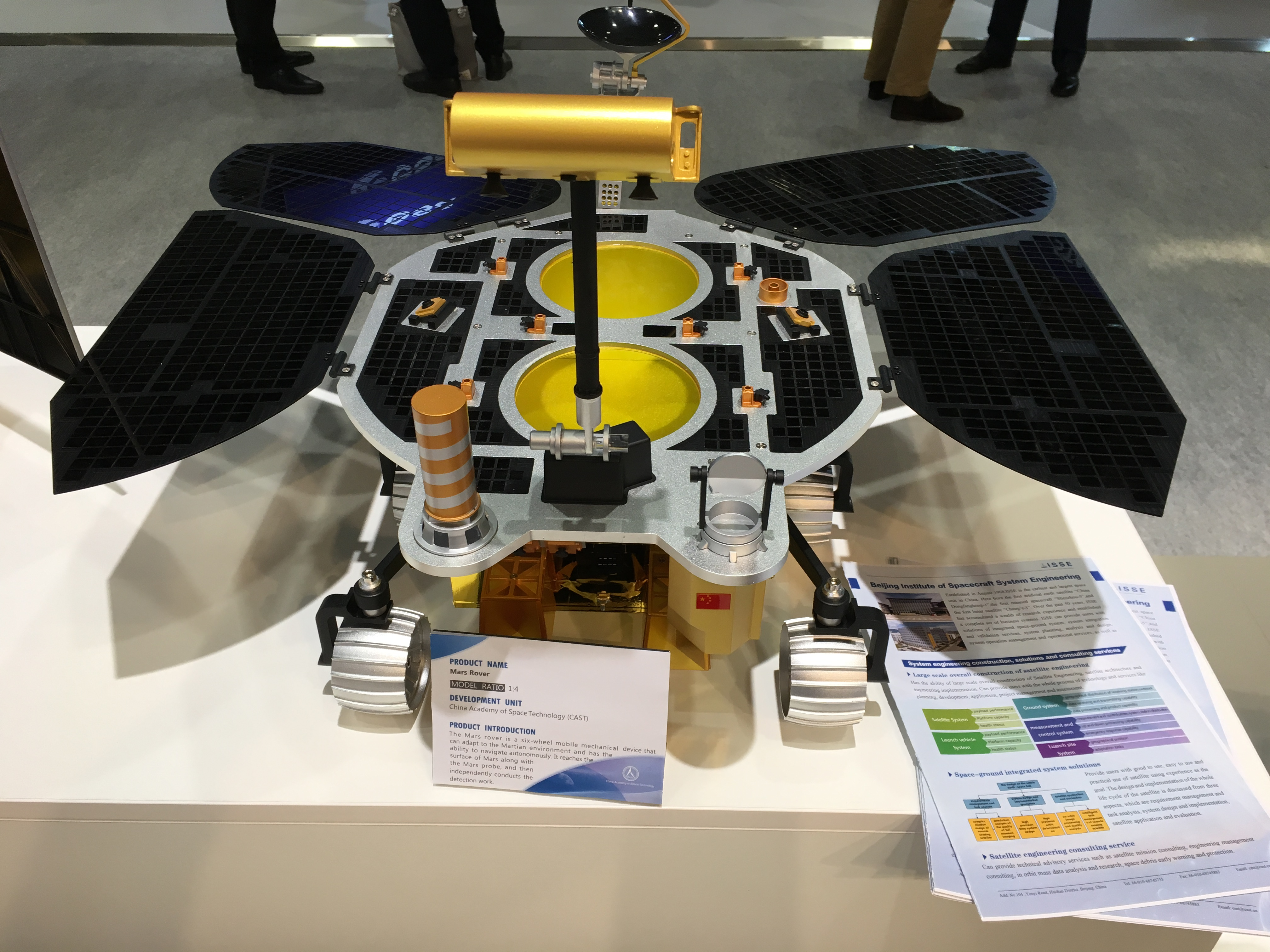
Maquette de l'astromobile martien chinois Tianwen-1.

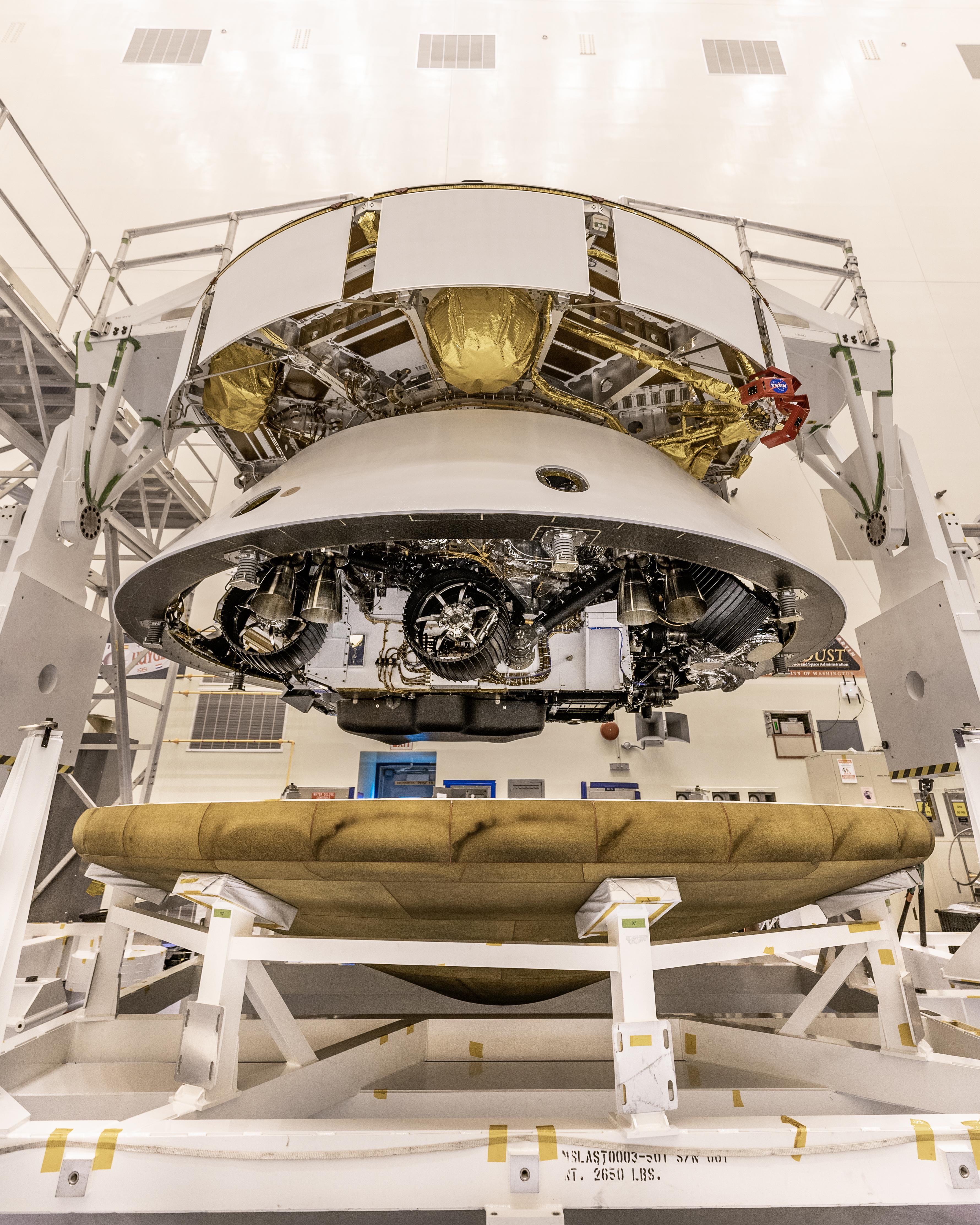
La sonde spatiale martienne Mars 2020 en cours d'assemblage.

Cette page présente une synthèse des événements marquants qui se sont déroulés durant l'année 2020 dans le domaine de l'astronautique : missions spatiales scientifiques, satellites d'application, programme spatial habité, lanceurs, etc.

## L'agenda 2020
Ce paragraphe décrit les lancements de mission et événements programmés ou réalisés au cours de l'année 2020.

### Exploration du système solaire

#### Soleil
- L'observatoire solaire européen Solar Orbiter est lancé le 10 février pour effectuer des observations à une distance particulièrement faible de l'astre. Il effectue un premier survol rapproché du Soleil le 15 juin[1].
- L'observatoire solaire de la NASA Parker Solar Probe lancé en 2018 poursuit sa mission en effectuant trois survols rapprochés du Soleil et un survol de Vénus[2].

#### Mercure
La sonde BepiColombo poursuit son transit vers Mercure. Elle effectue une assistance gravitationnelle de la Terre le 10 avril afin d'abaisser son orbite. Le survol permet également d'étalonner les instruments scientifiques de la sonde. La sonde survole avec succès Vénus le 16 octobre.

#### Lune
Une nouvelle mission a été lancée vers la Lune. La mission de retour d'échantillons Chang'e 5 est une nouvelle phase du programme chinois d'exploration lunaire. La sonde spatiale doit être lancée fin novembre par le lanceur lourd Longue Marche 5. L'objectif est de ramener sur Terre un échantillon du sol lunaire de 2 kg.

#### Mars
Trois sondes spatiales sont lancées vers Mars en juillet en profitant de la fenêtre de lancement vers la planète qui s'ouvre une fois tous les 26 mois :
- L'orbiteur Mars Hope des Émirats arabes unis, première mission interplanétaire développée par le pays, est lancé le 19 juillet. Il doit se placer sur une orbite haute autour de Mars en février 2021 pour étudier son atmosphère.
- La mission Tianwen-1, première mission interplanétaire chinoise, est lancée le 23 juillet et doit se mettre en orbite de Mars en février 2021 avant poser un astromobile de 200 kg sur la surface de Mars en avril 2021.
- L'astromobile Perseverance développé par la NASA doit est lancé le  30 juillet et doit se poser sur Mars le 18 février 2021. Cet astromobile, est le successeur de Curiosity, dont il reprend une grande partie des systèmes, même si les instruments scientifiques sont différents. Son principal objectif est d'identifier les roches les plus intéressantes dans la perspective d'un prélèvement d'échantillon. La moitié de la charge utile est constituée par le système de prélèvement d'échantillons qui permet de collecter et stocker 43 carottes du sol martien qui doivent être ramenées sur Terre dans une future mission de retour d'échantillons. L'astromobile emporte également deux expériences technologiques : un petit hélicoptère de reconnaissance MHS qui devra démontrer ses capacités dans l'air très ténu de Mars et un équipement d'utilisation des ressources in situ MOXIE qui doit tester la production d'oxygène à partir du dioxyde de carbone omniprésent dans l'atmosphère martienne[4].
- Le rover Rosalind Franklin développé par l'ESA et Roscosmos poursuit ses tests, mais le lancement est reporté à 2022 à cause de problèmes sur les parachutes.

#### Corps mineurs
- OSIRIS-REx poursuit sa mission autour de l'astéroïde Bénou. Elle effectue une première répétition de la procédure de collecte des échantillons le 14 avril[5]. Une deuxième répétition est effectuée le 12 août[6].   La sonde spatiale  effectue sa première tentative réussie de prélèvement d'échantillons de sol de l'astéroïde le 20 octobre[7].
- La sonde spatiale japonaise Hayabusa 2 est en route vers la Terre après avoir quitté l'astéroïde Ryugu en novembre 2019. La capsule contenant les échantillons atterrit avec succès en Australie le 5 décembre 2020[8].

### Autres missions scientifiques
Le micro-satellite TARANIS du CNES consacré à l'étude du couplage magnétosphère-ionosphère-atmosphère terrestre. Cependant, le lancement, effectué par la fusée Vega le 17 novembre 2020 (vol VV17) échoue peu après l’allumage du 4ème étage Avum. Taranis finit malheureusement sa course en se désintégrant dans l’atmosphère.

### Programme spatial habité

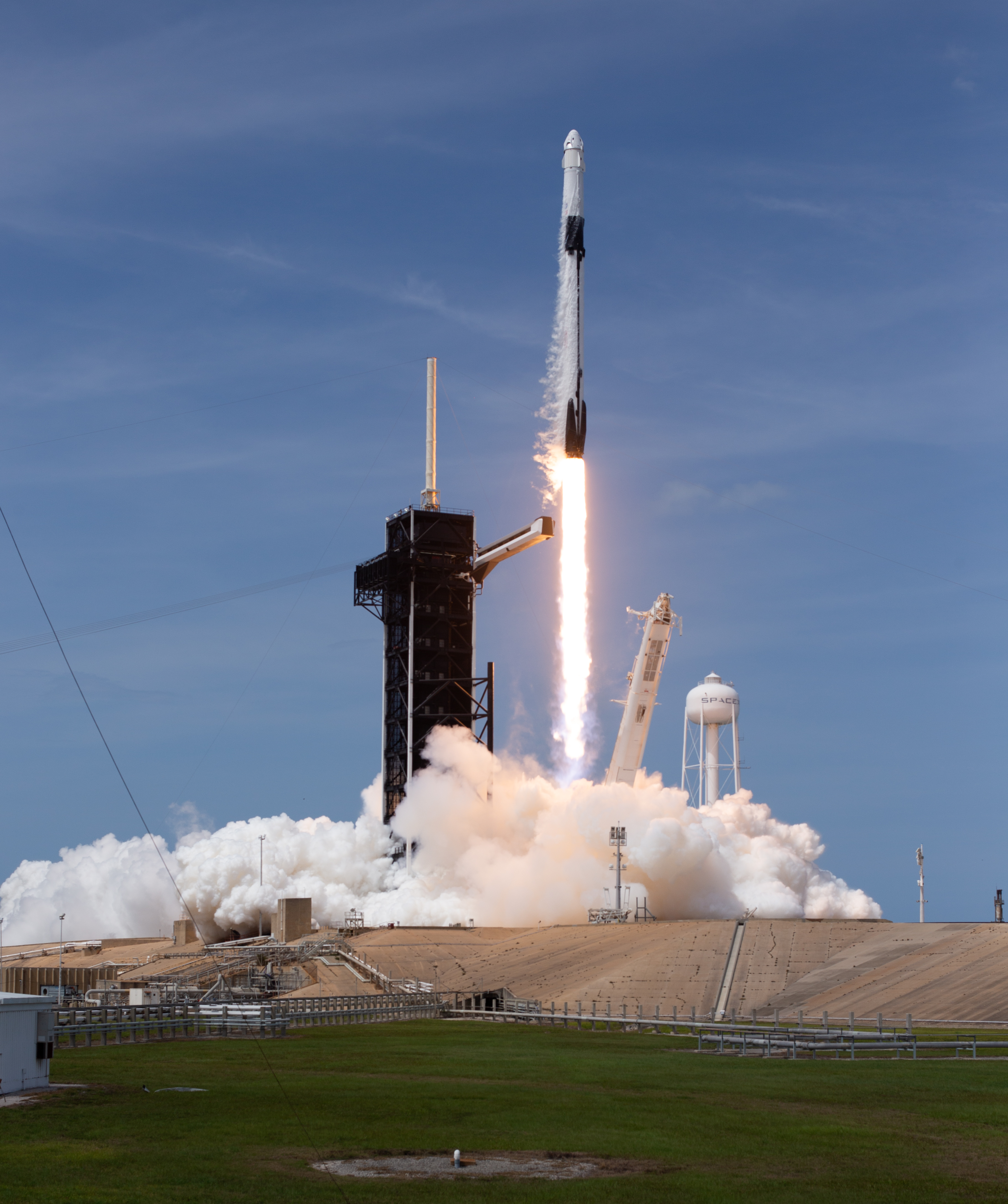
Lancement de la mission SpaceX Demo-2.

Les deux vaisseaux américains du programme Commercial Crew poursuivent leur phase de qualification :
- Le vaisseau Crew Dragon de SpaceX effectue un test d'éjection en vol le 19 janvier. Le vol SpaceX Demo-2 chargé de qualifier le vaisseau emporte le 30 mai  un équipage constitué de Doug Hurley et Bob Behnken. Il s'agit de la première mission américaine de relève de l'équipage de la station spatiale internationale effectué avec des moyens nationaux depuis le retrait de la Navette spatiale[10]. Après s'être amarré à la station spatiale et y avoir séjourné 63 jours l'équipage revient le 2 août et amerrit dans le golfe du Mexique à bord de son vaisseau[11].
- Le premier vol opérationnel SpaceX Crew-1 décolle le 16 novembre avec un équipage composé de Mike Hopkins, Victor Glover, Shannon Walker et Soichi Noguchi. Il s’amarre 27 heures plus tard à l’ISS et les astronautes sont accueillis par les 3 autres membres de l'équipage de l'ISS, une américaine et deux russes, arrivés un mois auparavant sur Soyouz MS-17.
- À la suite de l'échec partiel de Boe-OFT1, la capsule CST-100 Starliner de Boeing doit effectuer un deuxième vol de test sans équipage (Boe-OFT 2). Le vol de test avec équipage (Boe-CFT) et le premier vol opérationnel (Boeing Starliner-1) sont repoussés à 2021.

Un prototype à taille réelle du vaisseau spatial habité chinois de nouvelle génération est lancé le 5 mai pour un vol de test sans équipage.

### Lanceurs

#### Lanceurs américains
Deux lanceurs légers américains effectuent un premier vol infructueyx :
- Le lanceur aéroporté LauncherOne de Virgin Orbit effectue son premier vol le 25 mai, qui échoue peu après l'allumage du premier étage[12].

#### Lanceurs chinois
Le lanceur de puissance intermédiaire,  Longue Marche 8 (7,8 tonnes en orbite basse et 2,8 tonnes en orbite de transfert géostationnaire) effectue son premier vol le 22 décembre. Il est conçu pour permettre la récupération de son premier étage. Il utilise la même technique que celle mise en œuvre par le premier étage de la fusée Falcon 9. Mais la récupération du premier étage n'est pas réalisée pour ce premier vol. 
La Longue Marche 7A, une version de la LM7 optimisée pour l'orbite géostationnaire, effectue également son premier vol le 16 mars 2020. Mais la fusée ne parvient pas placer sa charge utile en orbite. 
Le lanceur léger Ceres-1 (Charge utile 350 kg en orbite basse) effectue son premier vol. 

#### Lanceurs iraniens
Qased est un nouveau lanceur iranien de faible capacité (15 kilogrammes en orbite basse), qui effectue son premier vol le 22 avril 2020. Il réussit à placer un CubeSat militaire, baptisé Nood 1, sur une orbite basse. 

#### Autres lanceurs
Le plus puissant des lanceurs japonais H-IIB conçu pour placer en orbite le cargo spatial H-II Transfer Vehicle chargé de ravitailler la Station spatiale internationale effectue son dernier vol

### Déploiement des méga constellations de télécommunications

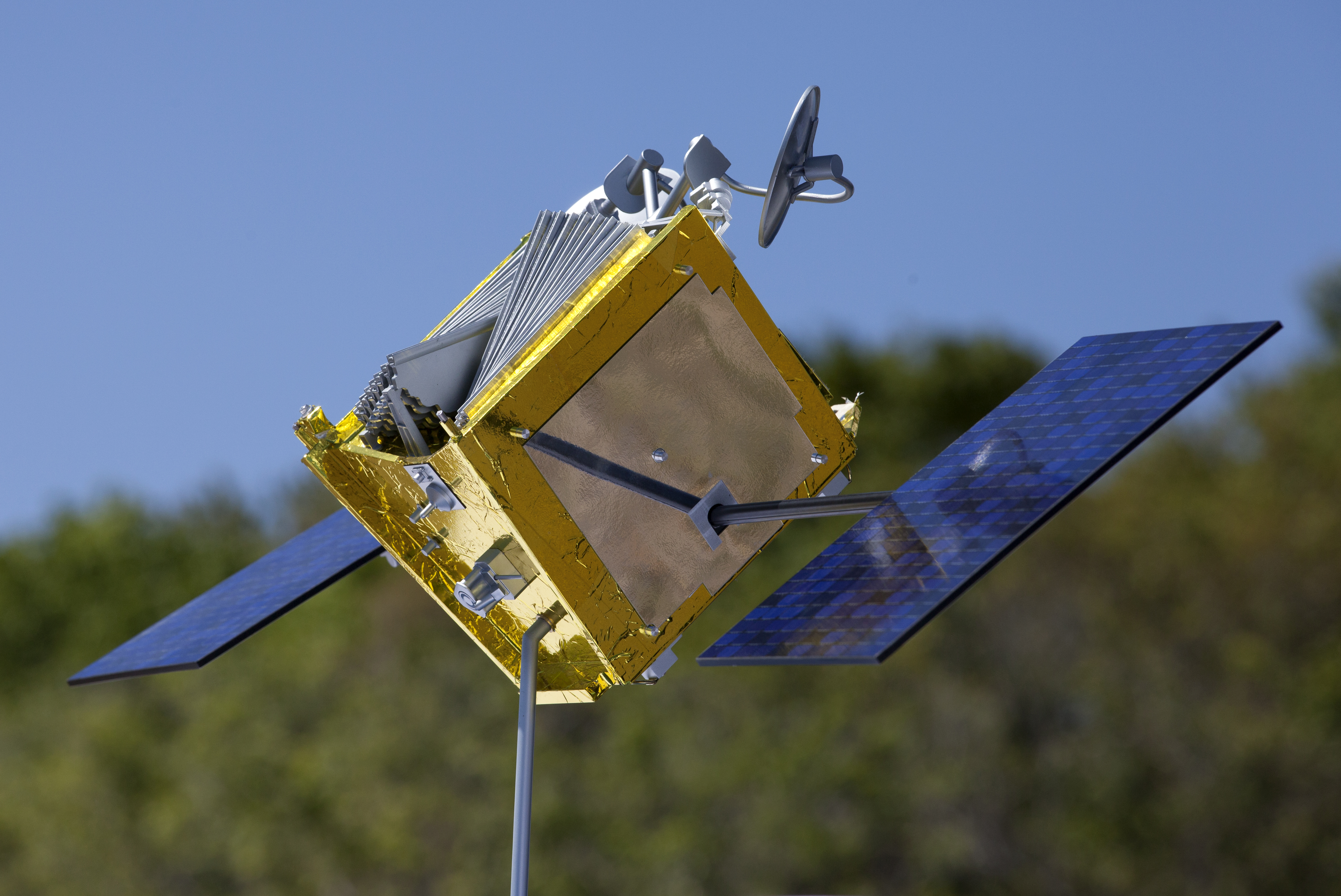
Maquette d'un satellite OneWeb.

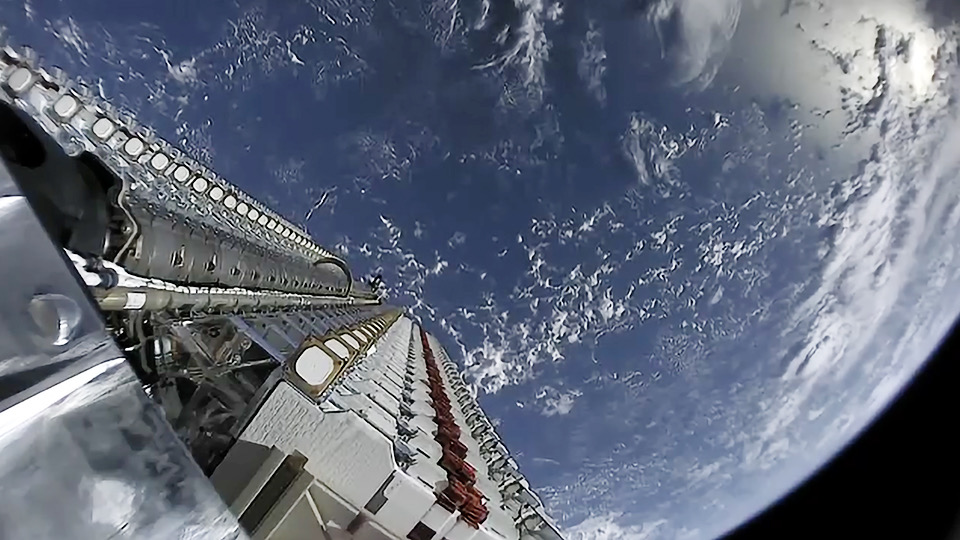
Largage dans l'espace des 60 satellites de la mégaconstellation Starlink de SpaceX (mai 2019).

Le déploiement des deux méga constellations de satellites de télécommunications, dont l'objectif est de fournir un accès à l'internet à haut débit aux particuliers, qui avait débuté en 2019 prend son essor en 2020 :  
- SpaceX a prévu un calendrier de déploiement particulièrement rapide de sa constellation Starlink à l'aide de son lanceur Falcon 9 : 25 lancements emportant chacun 60 satellites de 260 kg sont prévus en 2020 et devraient aboutir à la fin de l'année au déploiement de 1500 satellites soit trois fois plus que le nombre de satellites placés en orbite par l'ensemble des opérateurs en 2019. Ces lancements massifs ont déclenché des réactions très vives au sein de la communauté des astronomes.
- Le déploiement des satellites de la constellation OneWeb (900 satellites à terme) devait également prendre de l'ampleur en 2020 avec 13 lancements  Trois lancements ont eu lieu entre février et mars lorsque l'entreprise est mise en faillite le 27 mars, ce qui interrompt les mises en orbite. Elle est reprise en juillet 2020 par un consortium comprenant le gouvernement anglais et Bharti Enterprises qui injectent ensemble un milliard de US$. Les lancements devraient reprendre à compter de décembre 2020.

### Bilan des lancements

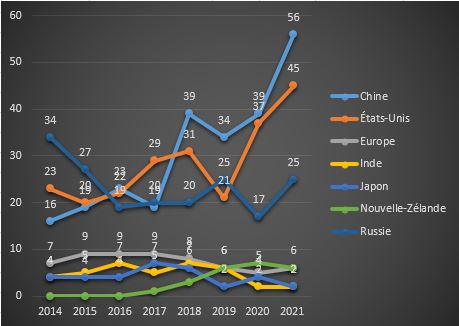
Évolution du nombre de lancements orbitaux par pays du lanceur (Iran non inclus).

En 2020 le nombre de lancements continue à croitre du fait de la montée en puissance de lu programme spatial chinois et le déploiement de la méga-constellation Starlink de SpaceX. Cette croissance est toutefois tempérée par le développement de l'épidémie du Covid qui paralyse de manière variable selon les pays l'industrie spatiale. 114 lancements sont effectués dont 10 échouent  :
- La Chine réalise 39 lancements en 2020 contre 34 en 2019.
- L'agence spatiale indienne qui prévoyait de lancer 25 missions contre 13 en 2019[17] n'effectue que deux lancement.
- SpaceX prévoit plus de 35 lancements de Falcon 9 dont 24 pour le déploiement de Starlink contre 13 vols en 2019[18] mais n'en effectue que 25.
- Les 13 lancements destinés à déployer la constellation OneWeb sont limités à trois à la suite de la faillite ayant frappé la société en mars.

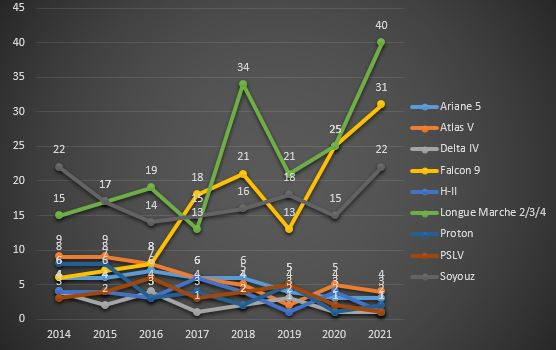
Évolution du nombre de lancements orbitaux par type lanceur (principaux).
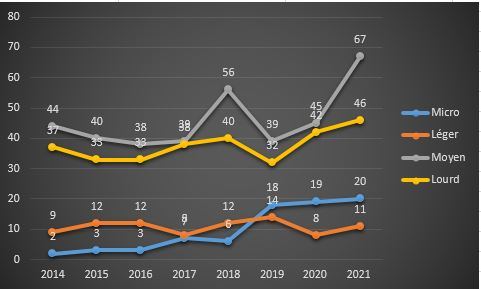
Évolution du nombre de lancements orbitaux par catégorie lanceur.

### Statistiques satellites

#### Nombre de satellites par pays
|            | 2012 | 2013 | 2014 | 2015 | 2016 | 2017 | 2018 | 2019 | 2020 | 2021 |
| ---------- | ---- | ---- | ---- | ---- | ---- | ---- | ---- | ---- | ---- | ---- |
| Etats-Unis | 35   | 85   | 110  | 112  | 95   | 282  | 303  | 306  | 974  | 1244 |
| Europe     | 22   | 34   | 28   | 22   | 22   | 42   | 60   | 49   | 133  | 351  |
| Chine      | 25   | 18   | 26   | 44   | 40   | 36   | 98   | 73   | 74   | 110  |
| Russie     | 22   | 29   | 34   | 27   | 15   | 24   | 23   | 31   | 22   | 20   |
| Autres     | 28   | 41   | 63   | 31   | 50   | 60   | 84   | 65   | 60   | 102  |
| Total      | 132  | 207  | 261  | 236  | 222  | 444  | 568  | 524  | 1263 | 1827 |

#### Satellites de plus de 100 kg par pays du fabricant
|              | Programme spatial habité | Télécoms | Imagerie¹ | Navigation | Écoute électronique | Surveillance² | Science³ | Technologie | Total | |
| ------------ | --- | --- | --- | --- | --- | --- | --- | --- | --- | --- |
| Etats-Unis   | 7 | 839⁴ | 9 | 2 | 6 | 0 | 2 | 4 | 869 | |
| Chine        | 1 | 3 | 14 | 2 | 6 | 1 | 7 | 7 | 41 | |
| Europe       | 0 | 107⁵ | 2 | 0 | 0 | 0 | 2 | 1 | 112 | |
| Russie       | 4 | 9 | 0 | 2 | 0 | 1 | 0 | 1 | 17 | |
| Inde         | 0 | 2 | 1 | 0 | 0 | 0 | 0 | 0 | 3 | |
| Japon        | 1 | 1 | 2 | 0 | 0 | 0 | 0 | 0 | 4 | |
| Israël       | 0 | 0 | 1 | 0 | 0 | 0 | 0 | 0 | 1 | |
| Argentine    | 0 | 0 | 1 | 0 | 0 | 0 | 0 | 0 | 1 | |
| Corée du Sud | 0 | 0 | 1 | 0 | 0 | 0 | 0 | 0 | 1 | |
| Total        | 13 | 961 | 31 | 6 | 12 | 2 | 11 | 13 | 1049 | |
| Notes        | ¹ Imagerie = satellites optiques/radars civils ou militaires - ² Surveillance : satellite d'alerte avancée (militaires), suivi des débris spatiaux - ³ Sciences : sondes spatiales, télescopes spatiaux, satellites scientifiques d'observation de la Terre - ⁴Les satellites Starlink sont majoritaires - ⁵Les satellites OneWeb sont majoritaires | ¹ Imagerie = satellites optiques/radars civils ou militaires - ² Surveillance : satellite d'alerte avancée (militaires), suivi des débris spatiaux - ³ Sciences : sondes spatiales, télescopes spatiaux, satellites scientifiques d'observation de la Terre - ⁴Les satellites Starlink sont majoritaires - ⁵Les satellites OneWeb sont majoritaires | ¹ Imagerie = satellites optiques/radars civils ou militaires - ² Surveillance : satellite d'alerte avancée (militaires), suivi des débris spatiaux - ³ Sciences : sondes spatiales, télescopes spatiaux, satellites scientifiques d'observation de la Terre - ⁴Les satellites Starlink sont majoritaires - ⁵Les satellites OneWeb sont majoritaires | ¹ Imagerie = satellites optiques/radars civils ou militaires - ² Surveillance : satellite d'alerte avancée (militaires), suivi des débris spatiaux - ³ Sciences : sondes spatiales, télescopes spatiaux, satellites scientifiques d'observation de la Terre - ⁴Les satellites Starlink sont majoritaires - ⁵Les satellites OneWeb sont majoritaires | ¹ Imagerie = satellites optiques/radars civils ou militaires - ² Surveillance : satellite d'alerte avancée (militaires), suivi des débris spatiaux - ³ Sciences : sondes spatiales, télescopes spatiaux, satellites scientifiques d'observation de la Terre - ⁴Les satellites Starlink sont majoritaires - ⁵Les satellites OneWeb sont majoritaires | ¹ Imagerie = satellites optiques/radars civils ou militaires - ² Surveillance : satellite d'alerte avancée (militaires), suivi des débris spatiaux - ³ Sciences : sondes spatiales, télescopes spatiaux, satellites scientifiques d'observation de la Terre - ⁴Les satellites Starlink sont majoritaires - ⁵Les satellites OneWeb sont majoritaires | ¹ Imagerie = satellites optiques/radars civils ou militaires - ² Surveillance : satellite d'alerte avancée (militaires), suivi des débris spatiaux - ³ Sciences : sondes spatiales, télescopes spatiaux, satellites scientifiques d'observation de la Terre - ⁴Les satellites Starlink sont majoritaires - ⁵Les satellites OneWeb sont majoritaires | ¹ Imagerie = satellites optiques/radars civils ou militaires - ² Surveillance : satellite d'alerte avancée (militaires), suivi des débris spatiaux - ³ Sciences : sondes spatiales, télescopes spatiaux, satellites scientifiques d'observation de la Terre - ⁴Les satellites Starlink sont majoritaires - ⁵Les satellites OneWeb sont majoritaires | ¹ Imagerie = satellites optiques/radars civils ou militaires - ² Surveillance : satellite d'alerte avancée (militaires), suivi des débris spatiaux - ³ Sciences : sondes spatiales, télescopes spatiaux, satellites scientifiques d'observation de la Terre - ⁴Les satellites Starlink sont majoritaires - ⁵Les satellites OneWeb sont majoritaires | ¹ Imagerie = satellites optiques/radars civils ou militaires - ² Surveillance : satellite d'alerte avancée (militaires), suivi des débris spatiaux - ³ Sciences : sondes spatiales, télescopes spatiaux, satellites scientifiques d'observation de la Terre - ⁴Les satellites Starlink sont majoritaires - ⁵Les satellites OneWeb sont majoritaires |

#### Nombre et masse des satellites par nature et par pays
|                                      | Académique¹ | Commercial | Institutionnel² | Militaire | Spatial habité | Total | Masse (tonnes) |
| ------------------------------------ | --- | --- | --- | --- | --- | --- | --- |
| Etats-Unis                           | 15 | 935³ | 2 | 20 | 7 | 979 | 341 t. |
| Chine                                | 8 | 23 | 22 | 20 | 1 | 74 | 106 t. |
| Russie                               | 4 | 2 | 7 | 5 | 4 | 22 | 46 t. |
| Japon                                | 1 | 4 | 0 | 2 | 1 | 8 | 31 t. |
| Inde                                 | 0 | 0 | 3 | 0 | 0 | 3 | 5 t. |
| Agence spatiale européenne           | 0 | 0 | 2 | 0 | 0 | 2 | 3 t. |
| Belgique                             | 0 | 0 | 2 | 0 | 0 | 2 | ~0 t |
| Allemagne                            | 1 | 4 | 0 | 0 | 0 | 5 | ~0 t |
| Espagne                              | 3 | 0 | 0 | 0 | 0 | 3 | ~0 t |
| France                               | 1 | 3 | 0 | 1 | 0 | 5 | 7 t. |
| Finlande                             | 0 | 2 | 0 | 0 | 0 | 2 | ~0 t |
| Italie                               | 0 | 1 | 0 | 0 | 0 | 1 | ~0 t |
| Luxembourg                           | 0 | 4 | 0 | 0 | 0 | 4 | ~0 t |
| Royaume-Uni                          | 0 | 105⁴ | 0 | 0 | 0 | 105 | 15 t. |
| Estonie                              | 1 | 0 | 0 | 0 | 0 | 1 | ~0 t |
| Lituanie                             | 0 | 1 | 0 | 0 | 0 | 1 | ~0 t |
| Slovénie                             | 1 | 1 | 0 | 0 | 0 | 2 | ~0 t |
| Total Europe                         | 7 | 121 | 4 | 1 | 0 | 133 | 25 t. |
| Éthiopie                             | 0 | 0 | 1 | 0 | 0 | 1 | ~0 t |
| Total Afrique                        | 0 | 0 | 1 | 0 | 0 | 1 | ~0 t |
| Argentine                            | 0 | 0 | 1 | 0 | 0 | 1 | ~0 t |
| Guatemala                            | 1 | 0 | 0 | 0 | 0 | 1 | ~0 t |
| Uruguay                              | 0 | 13 | 0 | 0 | 0 | 13 | ~0 t |
| Total Amérique latine                | 1 | 13 | 1 | 0 | 0 | 15 | ~0 t |
| Israël                               | 1 | 1 | 0 | 1 | 0 | 3 | ~0 t |
| Iran                                 | 0 | 0 | 0 | 1 | 0 | 1 | ~0 t |
| Émirats Arabes Unis                  | 1 | 0 | 1 | 1 | 0 | 3 | 2 t. |
| Total Moyen Orient                   | 2 | 1 | 1 | 3 | 0 | 7 | 2 t. |
| Corée du Sud                         | 0 | 0 | 1 | 1 | 0 | 2 | 9 t. |
| Thaïlande                            | 0 | 0 | 0 | 1 | 0 | 1 | ~0 t |
| Total Asie (hors Inde, Chine, Japon) | 0 | 0 | 1 | 2 | 0 | 3 | 9 t. |
| Canada                               | 1 | 5 | 0 | 0 | 0 | 6 | ~0 t |
| Australie                            | 1 | 0 | 0 | 1 | 0 | 2 | ~0 t |
| Nouvelle-Zélande                     | 1 | 7 | 0 | 0 | 0 | 8 | ~0 t |
| Total                                | 41 | 1111 | 42 | 54 | 13 | 1261 | 565 t. |
| Notes                                | ¹Académique: satellites développés par les universités - ² Institutionnel : satellites civils développés par les agences spatiales ou ce qui en tient lieu - ³Les satellites Starlink sont majoritaires - ⁴Les satellites OneWeb sont majoritaires | ¹Académique: satellites développés par les universités - ² Institutionnel : satellites civils développés par les agences spatiales ou ce qui en tient lieu - ³Les satellites Starlink sont majoritaires - ⁴Les satellites OneWeb sont majoritaires | ¹Académique: satellites développés par les universités - ² Institutionnel : satellites civils développés par les agences spatiales ou ce qui en tient lieu - ³Les satellites Starlink sont majoritaires - ⁴Les satellites OneWeb sont majoritaires | ¹Académique: satellites développés par les universités - ² Institutionnel : satellites civils développés par les agences spatiales ou ce qui en tient lieu - ³Les satellites Starlink sont majoritaires - ⁴Les satellites OneWeb sont majoritaires | ¹Académique: satellites développés par les universités - ² Institutionnel : satellites civils développés par les agences spatiales ou ce qui en tient lieu - ³Les satellites Starlink sont majoritaires - ⁴Les satellites OneWeb sont majoritaires | ¹Académique: satellites développés par les universités - ² Institutionnel : satellites civils développés par les agences spatiales ou ce qui en tient lieu - ³Les satellites Starlink sont majoritaires - ⁴Les satellites OneWeb sont majoritaires | ¹Académique: satellites développés par les universités - ² Institutionnel : satellites civils développés par les agences spatiales ou ce qui en tient lieu - ³Les satellites Starlink sont majoritaires - ⁴Les satellites OneWeb sont majoritaires |

### Le budget 2020 de la NASA

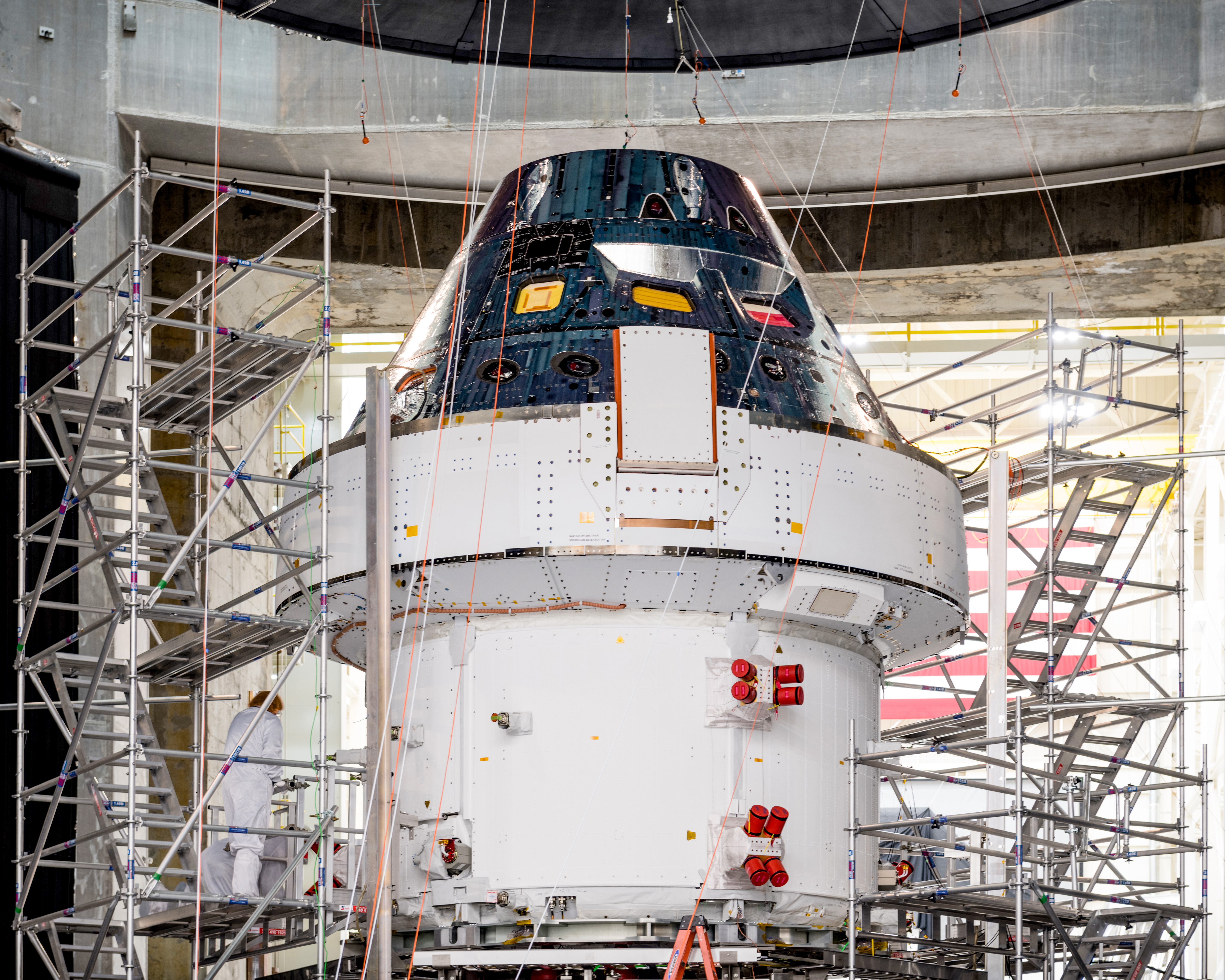
Le vaisseau Orion qui doit être utilisé pour la mission Artemis 1 est préparé pour une série de tests.

Le budget 2020 de la NASA (appliqué à compter du 1er octobre 2019) est de 22,6 milliards US $ en augmentation de 5,3%  par rapport à l'année précédente. Toutefois, même s'il s'il s'agit de la 6e augmentation depuis le creux de 2013 (19 milliards US$ en valeur corrigée de l'inflation), le budget de 2020 n'est toujours pas remonté à hauteur de celui de 2010 (23 milliards US$). Les principales orientations du budget 2020 sont les suivantes  :
- Les coupures proposées par la Maison Blanche concernant en particulier le télescope spatial WFIRST et les missions d'observation de la Terre ont été rejetées.
- Le programme Artemis qui, à la demande du gouvernement de Donald Trump, doit ramener des astronautes américains sur le sol lunaire reçoit un appui significatif (600 millions US$ pour le vaisseau chargé de déposer des hommes sur la Lune) mais sans doute  insuffisant pour tenir l'échéance annoncée. Le budget alloué à la Station spatiale lunaire  (Lunar Gateway) est modeste.
- Le lanceur lourd Space Launch System reçoit un appui massif du Congrès avec une enveloppe supplémentaire de 300 millions US$ par rapport à ce qui était demandé pour une version améliorée du second étage.
- Le programme d'exploration du système solaire est en léger retrait mais il permet de développer toutes les missions prévues, en particulier les missions lourdes (Mars 2020 et Europa Clipper), de sélectionner deux nouvelles missions du programme Discovery début 2020 et de débuter avec l'Agence spatiale européenne les travaux sur la mission de retour d'échantillons martiens dont le lancement est planifié vers 2026.

## Chronologie des lancements
Planning effectif  des lancements d'engins spatiaux pour l'année 2020.  

### Janvier
| Date       | Lanceur          | Base de lancement | Orbite                 | Charge utile                    | Notes                                    |
| 7 janvier  | Falcon 9 Bloc 5  | Cap Canaveral     | Orbite basse           | Starlink × 60                   | Satellites de télécommunications         |
| 7 janvier  | Longue Marche 3B | Xichang           | Orbite géosynchrone    | TJSW-5                          | Sans doute un satellite d'alerte avancée |
| 15 janvier | Longue Marche 2D | Taiyuan           | Orbite héliosynchrone  | Jilin-1 Wideband-01 ÑuSat 7 & 8 | Satellites d'observation de la Terre     |
| 16 janvier | Kuaizhou-1A      | Jiuquan           | Orbite héliosynchrone  | Yinhe-1                         | Démonstrateur technologique              |
| 16 janvier | Ariane 5 ECA     | Kourou            | Orbite géostationnaire | Eutelsat Konnect GSAT-30 (en)   | Satellites de télécommunications         |
| 29 janvier | Falcon 9 Bloc 5  | Cap Canaveral     | Orbite basse           | Starlink × 60                   | Satellites de télécommunications         |
| 31 janvier | Electron         | Mahia             | Orbite basse           | NROL-151                        | Satellite de reconnaissance              |

### Février
| Date       | Lanceur              | Base de lancement | Orbite                 | Charge utile                 | Notes                                                                     |
| 7 février  | Soyouz-2.1B/Fregat-M | Baïkonour         | Orbite basse           | OneWeb x 34                  | Satellites de télécommunications                                          |
| 9 février  | H-IIA 202            | Tanegashima       | Orbite héliosynchrone  | IGS optical 7                | satellite de reconnaissance                                               |
| 9 février  | Simorgh              | Semnan            | Orbite basse           | Zafar 1                      | Satellite d'observation de la Terre. Échec du lancement.                  |
| 10 février | Atlas V 422          | Cap Canaveral     | Orbite héliocentrique  | Solar Orbiter                | Observatoire solaire                                                      |
| 15 février | Antares 230          | MARS              | Orbite basse           | Cygnus NG-13 (en)            | Ravitaillement de la station spatiale internationale                      |
| 17 février | Falcon 9 Bloc 5      | Cap Canaveral     | Orbite basse           | Starlink × 60                | Satellites de télécommunications                                          |
| 18 février | Ariane 5 ECA         | Kourou            | Orbite géostationnaire | JCSAT-17 (en) GEO-KOMPSAT-2B | Satellite de télécommunications Satellite de surveillance océanographique |
| 19 février | Longue Marche 2D     | Xichang           | Orbite basse           | XJS-C,D,E,F                  | Démonstrateur technologique                                               |
| 20 février | Soyouz-2.1a/Fregat   | Plessetsk         | Orbite de Molniya      | Meridian-M 9 (19L)           | Satellite de télécommunications                                           |

### Mars
| Date    | Lanceur              | Base de lancement | Orbite                 | Charge utile       | Notes                                                |
| 7 mars  | Falcon 9 Bloc 5      | Cap Canaveral     | Orbite basse           | SpaceX CRS-20 (en) | Ravitaillement de la Station spatiale internationale |
| 9 mars  | Longue Marche 3C     | Xichang           | Orbite géosynchrone    | Beidou-3 G2Q       | Satellite de navigation                              |
| 16 mars | Soyouz-2.1b/Fregat   | Plessetsk         | Orbite moyenne         | GLONASS-M 760      | Satellite de navigation                              |
| 16 mars | Longue Marche 7A     | Wenchang          | Orbite géosynchrone    | Classifié          | Premier vol de la version 7A. Échec du lancement     |
| 18 mars | Falcon 9 Bloc 5      | Cap Canaveral     | Orbite basse           | Starlink × 60      | Satellites de télecommunication                      |
| 21 mars | Soyouz-2.1B/Fregat-M | Baïkonour         | Orbite basse           | OneWeb × 34        | Satellites de télécommunications                     |
| 24 mars | Longue Marche 2C     | Xichang           | Orbite basse           | Yaogan 30-06       |                                                      |
| 26 mars | Atlas V 551          | Cap Canaveral     | Orbite géostationnaire | AEHF-6             | Satellite de télécommunications                      |

### Avril
| Date     | Lanceur          | Base de lancement | Orbite                 | Charge utile   | Notes                                                 |
| 9 avril  | Longue Marche 3B | Xichang           | Orbite géostationnaire | Nusantara Dua  | Satellite de télécommunications Échec du lancement.   |
| 9 avril  | Soyouz-FG        | Baïkonour         | Orbite basse           | Soyouz MS-16   | Relève équipage de la Station spatiale internationale |
| 22 avril | Qased            | Shahroud          | Orbite basse           | Nour 1         | Satellite militaire                                   |
| 22 avril | Falcon 9 Bloc 5  | Cap Canaveral     | Orbite basse           | Starlink × 60  | Satellites de télecommunications                      |
| 25 avril | Soyouz-2.1a      | Baïkonour         | Orbite basse           | Progress MS-14 | Ravitaillement de la Station spatiale internationale  |

### Mai
| Date   | Lanceur            | Base de lancement | Orbite                | Charge utile                                   | Notes                                                                                                 |
| 5 mai  | Longue Marche 5B   | Wenchang          | Orbite basse          | Vaisseau spatial habité de nouvelle génération | Vol de test du vaisseau habité chinois Premier vol de la version 5B                                   |
| 12 mai | Kuaizhou-1A        | Jiuquan           | Orbite héliosynchrone | Xingyun-2 01 et 02                             | |
| 17 mai | Atlas V 501        | Cap Canaveral     | Orbite basse          | X-37B ORV-6                                    | Démonstrateur technologique                                                                           |
| 20 mai | H-IIB              | Tanegashima       | Orbite basse          | HTV-9                                          | Ravitaillement de la Station spatiale internationale Dernier vol de la fusée H-IIB et du vaisseau HTV |
| 22 mai | Soyouz-2.1b/Fregat | Plessetsk         | Orbite de Molniya     | Toundra 14L (EKS-4)                            | Satellite d'alerte précoce                                                                            |
| 25 mai | LauncherOne        | Mojave            | Orbite basse          | Masse inerte                                   | Premier vol du lanceur LauncherOne. Échec - défaillance du premier étage                              |
| 29 mai | Longue Marche 11   | Xichang           | Orbite basse          | GX-6 n° 1                                      | Satellite militaire                                                                                   |
| 30 mai | Falcon 9 Bloc 5    | Cap Canaveral     | Orbite basse          | SpaceX Demo-2                                  | Premier vol avec équipage du vaisseau Dragon 2                                                        |
| 31 mai | Longue Marche 2D   | Jiuquan           | Orbite héliosynchrone | Gaofen 9-02 HEAD-4                             | Satellite d'observation de la Terre, satellite localisation navire AIS                                |

### Juin
| Date    | Lanceur          | Base de lancement | Orbite                | Charge utile                 | Notes                                                                                             |
| 4 juin  | Falcon 9 Bloc 5  | Cap Canaveral     | Orbite basse          | Starlink × 60                | Satellites de télécommunications                                                                  |
| 10 juin | Longue Marche 2C | Taiyuan           | Orbite héliosynchrone | HaiYang 1D                   | Satellite d'observation de la Terre                                                               |
| 13 juin | Electron         | Mahia             | Orbite basse          | ANDESITE M2 Pathfinder       | Satellite scientifique Démonstrateur technologique                                                |
| 13 juin | Falcon 9 Bloc 5  | Cap Canaveral     | Orbite basse          | Starlink × 58 SkySat 16–18   | Satellites de télécommunications Satellites d'observation de la Terre                             |
| 17 juin | Longue Marche 2D | Jiuquan           | Orbite héliosynchrone | Gaofen 9-03 HEAD-5 Pixing-3a | Satellite d'observation de la Terre Satellite localisation navire AIS Démonstrateur technologique |
| 23 juin | Longue Marche 3C | Xichang           | Orbite géosynchrone   | Beidou-3 G3Q                 | Satellite de navigation                                                                           |
| 30 juin | Falcon 9 Bloc 5  | Cap Canaveral     | Orbite moyenne        | GPS III-SV03                 | Satellite de navigation                                                                           |

### Juillet
| Date       | Lanceur                | Base de lancement | Orbite                 | Charge utile                     | Notes                                                                      |
| 3 juillet  | Longue Marche 4B       | Taiyuan           | Orbite héliosynchrone  | Gaofen Duomo                     | Satellite d'observation de la Terre                                        |
| 4 juillet  | Electron               | Mahia             | Orbite basse           | CE-SAT-IB Flock-4e × 5 Faraday-1 | Satellites d'observation de la Terre Échec - défaillance du deuxième étage |
| 4 juillet  | Longue Marche 2D       | Jiuquan           | Orbite héliosynchrone  | Shiyan-6 02                      | Démonstrateur technologique                                                |
| 6 juillet  | Shavit-2               | Palmachim         | Orbite basse           | Ofeq-16                          | Satellite de reconnaissance optique                                        |
| 9 juillet  | Longue Marche 3B/E     | Xichang           | Orbite géostationnaire | APStar 6D                        | Satellite de télécommunications                                            |
| 10 juillet | Kuaizhou-11            | Jiuquan           | Orbite héliosynchrone  | CentiSpace-1 S2                  | Premier vol du lanceur Échec - défaillance du troisième étage              |
| 15 juillet | Minotaur IV / Orion 3B | MARS              | Orbite basse           | USA 305-308                      | Satellite de reconnaissance                                                |
| 19 juillet | H-IIA 202              | Tanegashima       | Orbite héliocentrique  | Mars Hope                        | Orbiteur martien                                                           |
| 20 juillet | Falcon 9 Bloc 5        | Cap Canaveral     | Orbite géostationnaire | ANASIS-II                        | Satellite militaire                                                        |
| 23 juillet | Longue Marche 5        | Wenchang          | Orbite héliocentrique  | Tianwen-1                        | Rover et orbiter martien                                                   |
| 23 juillet | Soyouz 2.1a            | Baïkonour         | Orbite basse           | Progress MS-15                   | Ravitaillement de la Station spatiale internationale                       |
| 25 juillet | Longue Marche 4B       | Taiyuan           | Orbite héliosynchrone  | Ziyuan III-03                    | Satellite d'observation de la Terre                                        |
| 30 juillet | Atlas V 541            | Cap Canaveral     | Orbite héliocentrique  | Mars 2020                        | Astromobile martien                                                        |
| 30 juillet | Proton-M / Briz-M      | Baïkonour         | Orbite géostationnaire | Ekspress 80 et 103               | Satellites de télécommunications                                           |

### Août
| Date    | Lanceur          | Base de lancement | Orbite                 | Charge utile                         | Notes                                                                                     |
| 6 août  | Longue Marche 2D | Jiuquan           | Orbite héliosynchrone  | Gaofen 9-04                          | Satellite d'observation de la Terre                                                       |
| 7 août  | Falcon 9 Bloc 5  | Cap Canaveral     | Orbite basse           | Starlink × 57 BlackSky Global 7 et 8 | Satellites de télécommunications                                                          |
| 15 août | Ariane 5 ECA     | Kourou            | Orbite géostationnaire | Galaxy 30 (en) BSAT-4b (en) MEV-2    | 2 satellites de télécommunications Remorqueur spatial (MEV)                               |
| 18 août | Falcon 9 Bloc 5  | Cap Canaveral     | Orbite basse           | Starlink × 58 SkySat 19–21           | Satellites de télécommunications (Starlink) Satellites d'observation de la Terre (SkySat) |
| 23 août | Longue Marche 2D | Jiuquan           | Orbite héliosynchrone  | Gaofen 9-05                          | Satellite d'observation de la Terre                                                       |
| 30 août | Falcon 9 Bloc 5  | Cap Canaveral     | Orbite héliosynchrone  | SAOCOM-1B GNOMES-1 Tyvak-0172        | Satellite d'observation de la Terre                                                       |
| 31 août | Electron         | Mahia             | Orbite basse           | Sequoia                              | Satellite d'observation de la Terre                                                       |

### Septembre
| Date         | Lanceur            | Base de lancement        | Orbite                | Charge utile                                    | Notes                                     |
| 2 septembre  | Vega               | Kourou                   | Orbite héliosynchrone | 53 micro et nanosatellites                      |                                           |
| 3 septembre  | Falcon 9 Bloc 5    | Cap Canaveral            | Orbite basse          | Starlink × 60                                   | Satellites de télecommunications          |
| 4 septembre  | Longue Marche 2F/T | Jiuquan                  | Orbite basse          | Avion spatial expérimental réutilisable chinois | Navette expérimentale                     |
| 7 septembre  | Longue Marche 4B   | Taiyuan                  | Orbite héliosynchrone | Gaofen 11-02                                    | Satellite d'observation de la Terre       |
| 12 septembre | Rocket 3           | Kodiak                   | Orbite basse          | Aucune - test du lanceur                        | Échec - défaillance du premier étage      |
| 12 septembre | Kuaizhou-1A        | Jiuquan                  | Orbite héliosynchrone | Jilin-02C                                       | Satellite d'observation de la Terre Échec |
| 15 septembre | Longue Marche 11H  | Plate-forme en mer Jaune | Orbite héliosynchrone | Jilin × 9                                       |                                           |
| 21 septembre | Longue Marche 4B   | Jiuquan                  | Orbite basse          | HaiYang-2C                                      |                                           |
| 28 septembre | Soyouz 2.1b        | Plessetsk                | Orbite basse          | Gonets-M 27-29 18 microsatellites               | Satellites de télécommunications          |

### Octobre
| Date       | Lanceur              | Base de lancement | Orbite                | Charge utile             | Notes                                                 |
| 3 octobre  | Antares 230          | MARS              | Orbite basse          | Cygnus NG-14 (en)        | Ravitaillement de la Station spatiale internationale  |
| 6 octobre  | Falcon 9 Bloc 5      | Cap Canaveral     | Orbite basse          | Starlink × 60            | Satellites de télecommunications                      |
| 11 octobre | Longue Marche 3 B/E  | Xichang           | Orbite géosynchrone   | Gaofen-13                | Satellite d'observation de la Terre                   |
| 14 octobre | Soyouz-FG            | Baïkonour         | Orbite basse          | Soyouz MS-17             | Relève équipage de la Station spatiale internationale |
| 18 octobre | Falcon 9 Bloc 5      | Cap Canaveral     | Orbite basse          | Starlink × 60            | Satellites de télecommunications                      |
| 24 octobre | Falcon 9 Bloc 5      | Cap Canaveral     | Orbite basse          | Starlink × 60            | Satellites de télécommunications                      |
| 25 octobre | Soyouz-2.1b / Fregat | Plessetsk         | Orbite moyenne        | GLONASS-K 15             | Satellite de navigation                               |
| 28 octobre | Electron             | Mahia             | Orbite héliosynchrone | SuperDove × 9 CE-SAT-IIB | Satellites d'observation de la Terre                  |

### Novembre
| Date        | Lanceur          | Base de lancement | Orbite                 | Charge utile                                 | Notes                                                                                             |
| 5 novembre  | Falcon 9 Bloc 5  | Cap Canaveral     | Orbite moyenne         | GPS III-SV04                                 | Satellite de navigation                                                                           |
| 6 novembre  | Longue Marche 6  | Taiyuan           | Orbite héliosynchrone  | ÑuSat × 10 3 autres satellites               | Satellites d'observation de la Terre                                                              |
| 7 novembre  | Ceres-1          | Jiuquan           | Orbite héliosynchrone  | Tianqi-11                                    |                                                                                                   |
| 7 novembre  | PSLV-XL          | Satish Dhawan     | Orbite héliosynchrone  | EOS-01 (en) (RISAT-2BR2)                     | Satellite d'observation de la Terre radar                                                         |
| 12 novembre | Longue Marche 3B | Xichang           | Orbite géoatstionnaire | Tiantong-1 02                                |                                                                                                   |
| 13 novembre | Atlas V 531      | Cap Canaveral     | Orbite basse           | NROL-101                                     | Satellite de renseignement Première utilisation des propulseurs d'appoint GEM-63                  |
| 16 novembre | Falcon 9 Bloc 5  | Cap Canaveral     | Orbite basse           | SpaceX Crew-1                                | Relève équipage de la Station spatiale internationale                                             |
| 17 novembre | Vega             | Kourou            | Orbite héliosynchrone  | Ingenio TARANIS                              | Satellite d'observation de la Terre Satellite scientifique Échec : défaillance du 4ème étage Avum |
| 20 novembre | Electron         | Mahia             | Orbite héliosynchrone  | DragRacer A et B BRO-2 et 3, etc. (CubeSats) | Divers. Première récupération du premier étage (parachute)                                        |
| 21 novembre | Falcon 9 Bloc 5  | Vandenberg        | Orbite basse           | Sentinel 6                                   | Satellite océanographique                                                                         |
| 23 novembre | Longue Marche 5  | Wenchang          | Orbite sélénocentrique | Chang’e 5                                    | Retour d'échantillons lunaires                                                                    |
| 25 novembre | Falcon 9 Bloc 5  | Cap Canaveral     | Orbite basse           | Starlink × 60                                | Satellites de télecommunications                                                                  |
| 29 novembre | H-IIA 204        | Tanegashima       | Orbite moyenne         | JDRS                                         | Satellite relais optique                                                                          |

### Décembre
| Date        | Lanceur                | Base de lancement      | Orbite                 | Charge utile               | Notes |
| 2 décembre  | Soyouz ST-B / Fregat-M | Kourou                 | Orbite héliosynchrone  | Falcon Eye 2               | Satellites de reconnaissance |
| 3 décembre  | Soyouz 2.1b / Fregat   | Plessetsk              | Orbite basse           | Gonets M 20-22             | Satellites de télécommunications |
| 6 décembre  | Falcon 9 Bloc 5        | Cap Canaveral          | Orbite basse           | SpaceX CRS-21              | Ravitaillement de la Station spatiale internationale. Premier vol de la version Dragon 2 du vaisseau cargo.                               |
| 6 décembre  | Longue Marche 3B/E     | Xichang                | Orbite héliosynchrone  | Gaofen-14                  | Satellite d'observation de la Terre |
| 9 décembre  | Longue Marche 11H      | Xichang                | Orbite héliosynchrone  | GECAM A et B               | Observation des ondes gravitationnelles                                                                                                   |
| 11 décembre | Delta IV Heavy         | Vandenberg             | Orbite géostationnaire | NROL-44 / Orion 10         | Satellite de reconnaissance |
| 13 décembre | Falcon 9 Bloc 5        | Cap Canaveral          | Orbite géosynchrone    | SXM-7                      | Satellite de télécommunications. |
| 14 décembre | Angara A5              | Plessetsk              | Orbite géosynchrone    | IPM 2                      | Charge utile factice. Deuxième vol du lanceur.                                                                                            |
| 15 décembre | Electron               | Wallops                | Orbite basse           | StriX-α                    | Satellite d'observation de la Terre |
| 16 décembre | Rocket 3               | Kodiak                 | Orbite basse           | Aucune                     | Deuxième test du lanceur. Échec : ne parvient pas à s'insérer en orbite à cause d'un mauvais ratio de mélange des ergols du second étage. |
| 17 décembre | PSLV-XL                | Satish Dhawan          | Orbite géostationnaire | CMS-01 (en) (ex GSAT-12R)  | Satellite de télécommunications |
| 18 décembre | Soyouz-2.1B / Fregat-M | Vostotchny             | Orbite basse           | OneWeb × 36                | Satellites de télécommunications. Troisième déploiement de la constellation, mais premier depuis la reprise à la suite du dépôt de bilan. |
| 19 décembre | Falcon 9 Bloc 5        | Centre spatial Kennedy | Orbite basse           | USA-312 USA-313 (NROL-108) | Satellites de reconnaissance |
| 22 décembre | Longue Marche 8        | Wenchang               | Orbite héliosynchrone  | ET-SMART-RSS               | Premier vol du lanceur |
| 27 décembre | Longue Marche 4C       | Jiuquan                | Orbite héliosynchrone  | Yaogan-33                  | Satellite militaire RSO. Un deuxième satellite inconnu                                                                                    |
| 29 décembre | Soyouz ST-A / Fregat   | Kourou                 | Orbite géostationnaire | CSO 2                      | Satellite de reconnaissance optique |

## Vols orbitaux

### Par pays
Nombre de lancements par pays ayant construit le lanceur. Le pays retenu n'est pas celui qui gère la base de lancement (Kourou pour certains Soyouz, Baïkonour pour Zenit), ni le pays de la société de commercialisation (Allemagne pour Rokot, ESA pour certains Soyouz) ni le pays dans lequel est implanté la base de lancement (Kazakhstan pour Baïkonour). Chaque lancement est compté une seule fois quel que soit le nombre de charges utiles emportées. 
| Pays             | Lancements | Succès | Échecs | Échecs partiels | Remarques |
| ---------------- | ---------- | ------ | ------ | --------------- | --------- |
| États-Unis       | 37         | 34     | 3      | 0               |           |
| Russie           | 17         | 17     | 0      | 0               |           |
| Chine            | 39         | 35     | 4      | 0               |           |
| Europe           | 5          | 4      | 1      | 0               |           |
| Inde             | 2          | 2      | 0      | 0               |           |
| Iran             | 2          | 1      | 1      | 0               |           |
| Israël           | 1          | 1      | 0      | 0               |           |
| Japon            | 4          | 4      | 0      | 0               |           |
| Nouvelle-Zélande | 7          | 6      | 1      | 0               |           |
| Total            | 114        | 104    | 10     | 0               |           |

### Par lanceur
Nombre de lancements par famille de lanceur. Chaque lancement est compté une seule fois quel que soit le nombre de charges utiles emportées. 
| Lanceur          | Pays             | Lancements | Succès | Échecs | Échecs partiels | Remarques   |
| ---------------- | ---------------- | ---------- | ------ | ------ | --------------- | ----------- |
| Angara           | Russie           | 1          | 1      | 0      | 0               |             |
| Antares          | États-Unis       | 2          | 2      | 0      | 0               |             |
| Ariane 5 ECA     | Europe           | 3          | 3      | 0      | 0               |             |
| Atlas V          | États-Unis       | 5          | 5      | 0      | 0               |             |
| Ceres-1          | Chine            | 1          | 1      | 0      | 0               | Premier vol |
| Delta IV         | États-Unis       | 1          | 1      | 0      | 0               |             |
| Electron         | Nouvelle-Zélande | 7          | 6      | 1      | 0               |             |
| Falcon 9         | États-Unis       | 25         | 25     | 0      | 0               |             |
| H-IIA            | Japon            | 3          | 3      | 0      | 0               |             |
| H-IIB            | Japon            | 1          | 1      | 0      | 0               | Dernier vol |
| Kuaizhou-1A      | Chine            | 4          | 2      | 2      | 0               |             |
| LauncherOne      | États-Unis       | 1          | 0      | 1      | 0               | Premier vol |
| Longue Marche 2  | Chine            | 11         | 11     | 0      | 0               |             |
| Longue Marche 3  | Chine            | 8          | 7      | 1      | 0               |             |
| Longue Marche 4  | Chine            | 6          | 6      | 0      | 0               |             |
| Longue Marche 5  | Chine            | 3          | 3      | 0      | 0               |             |
| Longue Marche 6  | Chine            | 1          | 1      | 0      | 0               |             |
| Longue Marche 7  | Chine            | 1          | 0      | 1      | 0               |             |
| Longue Marche 8  | Chine            | 1          | 1      | 0      | 0               | Premier vol |
| Longue Marche 11 | Chine            | 3          | 1      | 0      | 0               |             |
| Minotaur IV      | États-Unis       | 1          | 1      | 0      | 0               |             |
| Proton           | Russie           | 1          | 1      | 0      | 0               |             |
| PSLV             | Inde             | 2          | 2      | 0      | 0               |             |
| Qased            | Iran             | 1          | 1      | 0      | 0               |             |
| Shavit           | Israël           | 1          | 1      | 0      | 0               |             |
| Rocket 3         | États-Unis       | 2          | 0      | 2      | 0               | Premier vol |
| Simorgh          | Iran             | 1          | 0      | 1      | 0               |             |
| Soyouz           | Russie           | 15         | 15     | 0      | 0               |             |
| Vega             | Europe           | 2          | 1      | 1      | 0               |             |

### Par base de lancement
Nombre de lancements par base de lancement utilisée. Chaque lancement est compté une seule fois quel que soit le nombre de charges utiles emportées. 
| Site          | Pays             | Lancements | Succès | Echecs | Echecs partiels | Remarques |
| ------------- | ---------------- | ---------- | ------ | ------ | --------------- | --------- |
| Baïkonour     | Kazakhstan       | 7          | 7      |        |                 |           |
| Cap Canaveral | États-Unis       | 20         | 20     |        |                 |           |
| Jiuquan       | Chine            | 13         | 11     | 2      |                 |           |
| Kennedy       | États-Unis       | 10         | 10     |        |                 |           |
| Kourou        | France           | 7          | 6      | 1      |                 |           |
| Mahia         | Nouvelle-Zélande | 7          | 6      | 1      |                 |           |
| MARS          | États-Unis       |            |        |        |                 |           |
| Mojave        | États-Unis       |            |        |        |                 |           |
| PSCA          | États-Unis       |            |        |        |                 |           |
| Palmachim     | Israël           | 1          | 1      |        |                 |           |
| Plessetsk     | Russie           | 7          | 7      |        |                 |           |
| Satish Dhawan | Inde             | 2          | 2      |        |                 |           |
| Semnan        | Iran             | 1          | 0      | 1      |                 |           |
| Shahroud      | Iran             | 1          | 1      |        |                 |           |
| Taiyuan       | Chine            | 7          | 7      |        |                 |           |
| Tanegashima   | Japon            | 4          | 4      |        |                 |           |
| Vandenberg    | États-Unis       | 1          | 1      |        |                 |           |
| Vostotchny    | Russie           | 1          | 1      |        |                 |           |
| Wenchang      | Chine            | 5          | 4      | 1      |                 |           |
| Xichang       | Chine            | 13         | 12     | 1      |                 |           |
| Mer Jaune     | Chine            | 1          | 1      |        |                 |           |

### Par type d'orbite
Nombre de lancements par type d'orbite visée. Chaque lancement est compté une seule fois quel que soit le nombre de charges utiles emportées. 
| Orbite                                     | Lancements | Succès | Échecs | Atteints par accident |
| ------------------------------------------ | ---------- | ------ | ------ | --------------------- |
| Basse                                      | 82         | 74     | 8      |                       |
| Moyenne                                    | 8          | 8      |        |                       |
| Géosynchrone/transfert                     | 19         | 17     | 2      |                       |
| Orbite haute / orbite de transfert lunaire | 1          | 1      |        |                       |
| Héliocentrique                             | 4          | 4      |        |                       |

## Survols et contacts planétaires
| Date         | Sonde spatiale     | Événement                                                              | Remarque                                                                   |  |
| ------------ | ------------------ | ---------------------------------------------------------------------- | -------------------------------------------------------------------------- |  |
| 29 janvier   | Parker Solar Probe | Quatrième périhélie                                                    |                                                                            |  |
| 17 février   | Juno               | 25 e survol de Jupiter                                                 |                                                                            |  |
| 10 avril     | Juno               | 26 e survol de Jupiter                                                 |                                                                            |  |
| 2 juin       | Juno               | 27 e survol de Jupiter                                                 |                                                                            |  |
| 7 juin       | Parker Solar Probe | Cinquième périhélie                                                    |                                                                            |  |
| 11 juillet   | Parker Solar Probe | Troisième survol avec assistance gravitationnelle de Vénus             |                                                                            |  |
| 25 juillet   | Juno               | 28 e survol de Jupiter                                                 |                                                                            |  |
| 16 septembre | Juno               | 29 e survol de Jupiter                                                 |                                                                            |  |
| 27 septembre | Parker Solar Probe | Sixième périhélie                                                      |                                                                            |  |
| 16 octobre   | BepiColombo        | premier survol avec assistance gravitationnelle de Vénus               | Ce survol permet à la sonde de rapprocher son périphélie du Soleil         |  |
| 20 octobre   | OSIRIS-REx         | Prélèvement d'un échantillon de sol de la surface de l'astéroïde Bénou | Ces échantillons seront ramenés sur Terre en septembre 2023                |  |
| 8 novembre   | Juno               | 30 e survol de Jupiter                                                 |                                                                            |  |
| 30 décembre  | Juno               | 31 e survol de Jupiter                                                 |                                                                            |  |
| 6 décembre   | Hayabusa 2         | Atterrissage de la capsule d'échantillons sur Terre                    | Cette capsule contient des échantillons de la surface de l’astéroïde Ryugu |  |
| 27 décembre  | Solar Orbiter      | Survol de Vénus                                                        |                                                                            |  |

## Sorties extra-véhiculaires

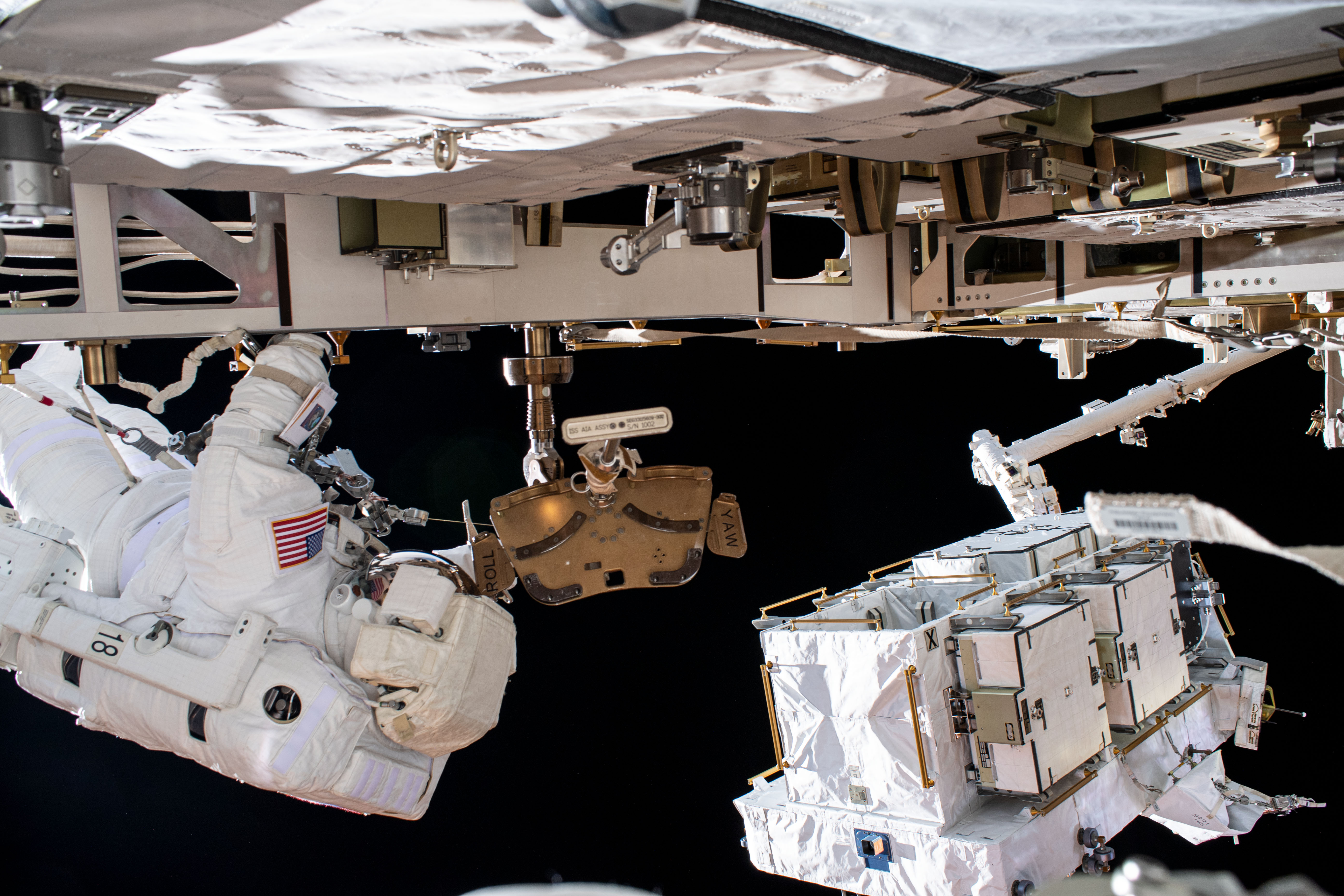
Bob Behnken durant sa sortie extravéhiculaire du 26 juin avec à sa droite une palette supportant les batteries.

Toutes les sorties extra-véhiculaires effectuées en 2020 ont été réalisées au cours de missions de maintenance de la Station spatiale internationale.
- 15 janvier (durée de la sortie 7 h 29) : les astronautes américaines Christina Koch et Jessica Meir remplacent deux nouvelles batteries lithium-ion sur la poutre de la station spatiale poursuivant une tâche entamée en 2017 dont l'objectif est de remplacer les 48 batteries nickel-hydrogène d'origine par 24 batteries lithium-ion beaucoup plus puissantes. Les deux femmes réalisent ainsi la deuxième sortie extravéhiculaire entièrement féminine après celle qu'elles avaient déjà effectuées le 18 octobre 2019[23].

- 20 janvier (durée de la sortie 6 h 58) : au cours de cette sortie, les astronautes américaines Christina Koch et Jessica Meir on remplacé deux batteries nickel-hydrogène par une nouvelle batterie lithium-ion sur la poutre de la station spatiale[24].

- 25 janvier (durée de la sortie 6 h 16) : Andrew Morgan et Luca Parmitano ont effectué des vérifications sur le système de refroidissement de l'instrument Alpha Magnetic Spectrometer et ont ouvert une vanne pour mettre en pression le système[25].

- 26 juin (durée de la sortie 6 h 07) : Chris Cassidy et Bob Behnken ont poursuivi le remplacement des batteries en démontant cinq batteries d'origine et en les remplaçant par deux batteries neuves[26].

- 1er juillet (durée de la sortie 6 h 01) : Chris Cassidy et Bob Behnken ont poursuivi le remplacement des batteries[27].

- 16 juillet (durée de la sortie 6 h) : Chris Cassidy et Bob Behnken ont remplacé 6 batteries nickel-hydrogène par trois nouvelles batteries. Les astronautes ont également une caméra haute définition sur une poutre de la station. À l'issue de cette sortie, 46 des 48 batteries nickel-hydrogène d'origine ont été remplacées par 23 batteries lithium-ion beaucoup plus puissantes. Les deux dernières batteries doivent être remplacées plus tard en 2020[28].

- 21 juillet (durée de la sortie 5 h 29) : Chris Cassidy et Bob Behnken effectuent leur quatrième sortie extra-véhiculaire du mois qui était initialement programmée pour achever le remplacement des batteries. Celui-ci ayant été achevé au cours de la sortie précédente, d'autres tâches ont été affectées aux astronautes. Ceux-ci ont installé une boite à outils utilisable par le bras robotique, ont démonté des fixations pour faire la place à de futurs équipements, ont effectué des travaux préparatoires sur l'écoutille du module Tranquillity qui doit accueillir prochainement le sas Bishop permettant le transfert de nano-satellites, d'expériences et de composants stockés à l'intérieur de la station vers l'extérieur[29].

### Sources
- (en) Jonathan McDowell, Space Activities in 2020 Rev 1.4, janvier 2021, 119 p. (lire en ligne)
- (en) Gunter Krebs, « Orbital Launches of 2020 », Gunter's Space Page
- (en) Erik Kulu, « World's largest database of nanosatellites, over 3600 nanosats and CubeSats », sur Nanosats Database (consulté le 9 janvier 2023)